# جنيوقراطية

غلاف كتاب "الجنيوقراطية: حكم الشعب، من أجل الشعب، بواسطة العباقرة"

الجنيوقراطية (من اللاتينية جنيوس أي العلامة من العلم، ولغة الموهبة، واليونانية قراطوس أي الحكم) هو إطار لنظام حكم اقترحه رائيل (زعيم حركة الرائيليين الدولية في عام 1977 والذي يدعو إلى اعتماد الذكاء الخلاق كمعيار لحكم الإقليمي وحل المشاكل.

## التسمية
جنيوقراطية هي ترجمة لمصطلح "Geniocracy" الإنكليزي والمؤلف من تعبيرين: "Genio" وهي أساس كلمة "Genius" والتي تعني «عبقري»، واللاحقة "cracy" والتي تعني «السلطة» أو «الحكم». في العادة، تترجم "cracy" إلى العربية بمصطلح «قراطية». لذا، يصبح مصطلح «جنيوقراطية» يعني حكم أو سلطة العباقرة، ويمكن إستبداله بمصطلح «جينبوكراسي» لما أصبح معتادا في تعريب للمصطلحات الأجنبية.

## التعريف
الجنيوقراطية هو نظام يعتبر العبقرية والذكاء والرحمة هي العوامل الأساسية للحكم. في حين أنه يعتمد على الجهاز الانتخابي الديمقراطي، إلا أنه يختلف عن الديمقراطية الليبرالية التقليدية بأن يفرض على المرشحين للمناصب والناخبين تلبية الحد الأدنى من مستوى معين من الذكاء الخلاق وقدرة على حل المشاكل. العتبات التي اقترحها رائيل هي:
- على المرشخ للانتخاب أن يكون على مستوى ذكاء بفوق المتوسط بـ50٪ فوق المتوسط
- على الراغب في الانتخاب أن يكون مستوى ذكاءه يفوق الـ10٪ فوق المتوسط.[1]

## تبرير طريقة الانتقائية
بحسب الرائيين، هذا الأسلوب من الانتقائية هي متعمدة وضرورية لمعالجة العيوب في النظم الديمقراطية الحالية والمتمثلة في فشل الإجماع الأغلبي بإيجاد إطار معقول يعتمد الذكاء الخلاق في حل المشاكل بشكل دائم بناء على قرارات ذكية.
من انتقادات الرائيين للنظام الحالي أن المرشحين للانتخابات يهتمون بمسائل تؤمن الإجماع الشعبي من خلال عرض قضايا إنفعالية ومثيرة للمشاعر أكثر مما يهتمون في اتخاذ قرارات حاسمة لها تأثير على المدى الطويل. وهم يؤمنون أن العمل السياسي هو على أهمية كبرى ولا يجب أن تترك قراراته تتأثر بالشعبوية. ويعتبرون أن لا يمكن أن تعتمد معايير إتخاذ القرارت الحاسمة، خصوصا في عصر العولمة قرار حاسم، على قرارات لإنفعالية أو شعبية. لذلك، يعتبر أتباع الجنيوقراطية أن إطار الديمقراطية الليبرالية شكلا من أشكال «الإستخفافية». هم مقتنعون أن الجنيوقراطية ستكون في المستقبل نظام الحكومة التي ستحكم كوكب الأرض.

## جدول أعمالهم
جزء من جدول أعمال العبقراطيين هو تداول فكرة إيجاد نظام حكومة عالمية، تسخر من أنظمة الحكم الحالية بقناعة أنها غير كافية للتعامل مع القضايا العالمية المعاصرة التمثلة بالعولمة، مثل حماية البيئة، والعدالة الاجتماعية، وحقوق الإنسان، ونظم الاقتصاد الحالية نظام. وتمشيا مع هذه الأفكار، يقترح العبقراطيون نموذج اقتصادي جديد ومختلف يسمى اقتصاد الإنسانية.

## الصعوبات
من الصعوبات التي تواجهها الجنيوقراطية هي عدم وضوح مسئلة قياس مستوى الذكاء عند الأفراد. لذلك، اقترح رائيل في كتابه أن تقوم مجموعة من الاختصاصيين بمجالات علم النفس، وعلم الأعصاب وعلوم الإثنيات ومجالات أخرى، في تطوير أساليب قياس مستوى الذكاء فعالة، إما باستعمال أدوات متوفرة حاليا أو استنباط أدوات جديدة.
وصعوبة أخرى تواجهها هو التوفيق بين الذكاء بمفهومه العام وبأنواع أخرى غير تقليدية مثل الذكاء العاطفي، لذلك، لا يمكن تقييم الذكاء إلا بعد تطوير مفهوم وقياس للذكاء موضوعي يعتمد عليه.
وإحدى الصعوبات تتعلق بالقيم الأخلاقية والتي لم يتناوله كتاب الجنيوقراطية. فمثلا، يمكن لشخص ذكي وكاريزمي (أي أنه يملك مستوى ذكاء عاطفي عالي) أن يتخذ قرارات حكيمة لكن غير أخلاقية (مثلما فعل هتلر بقتله الملايين للحفاظ على التفوق البشري).

## تقسيم العالم
بحسب الجنيوقراطية، تقسم العالم إلى 12 منطقة. يسمح للأفراد اختيار المنطقة التي يلائمهم. وتقسم كل منطقة إلى 12 قطاع. يجب أن يتساوى عدد سكان كل قطاع في كل منطقة، بينما ينفاوت عدد السكان الإجمالي بين المناطق. وتملك كل منطقة قوة تصويت تتناسب مع عدد سكانها.